# Geeste (řeka)
Geeste je řeka v Německu, která protéká částí Dolního Saska a blízko Bremerhavenu se vlévá do Vezery jako její poslední přítok před ústím do Severního moře. Pramení asi 10 km západně od města Bremervörde. Její 25 kilometrů dlouhý splavný úsek je součástí vodních cest, které propojují Labe a Vezeru.
Na svém dolním toku silně meandruje, v oblasti Bremerhavenu se z původních pěti záhybů zachovaly tři.

## Galerie

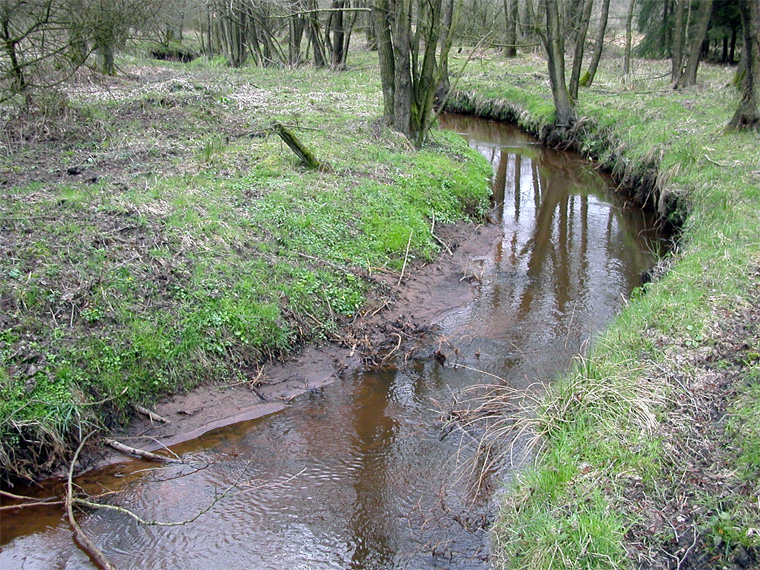
Geeste poblíž pramene
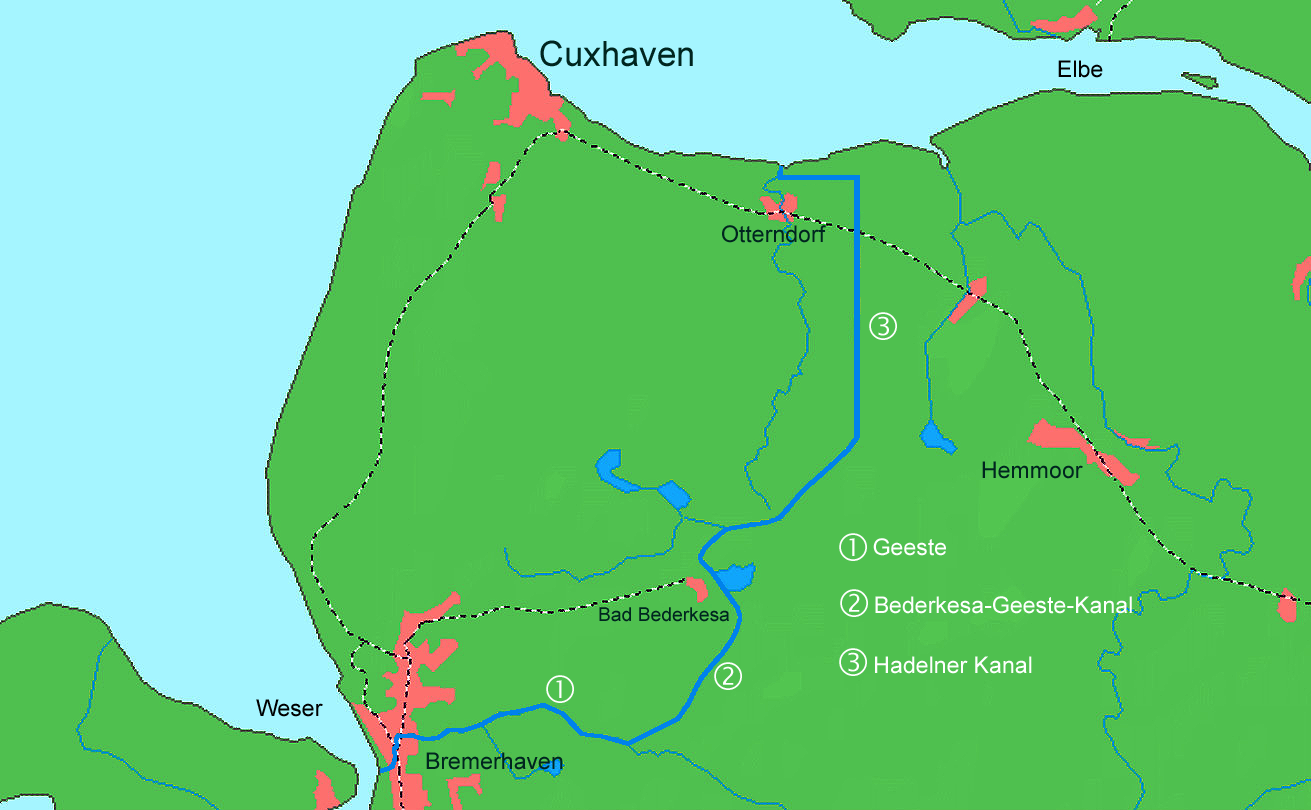
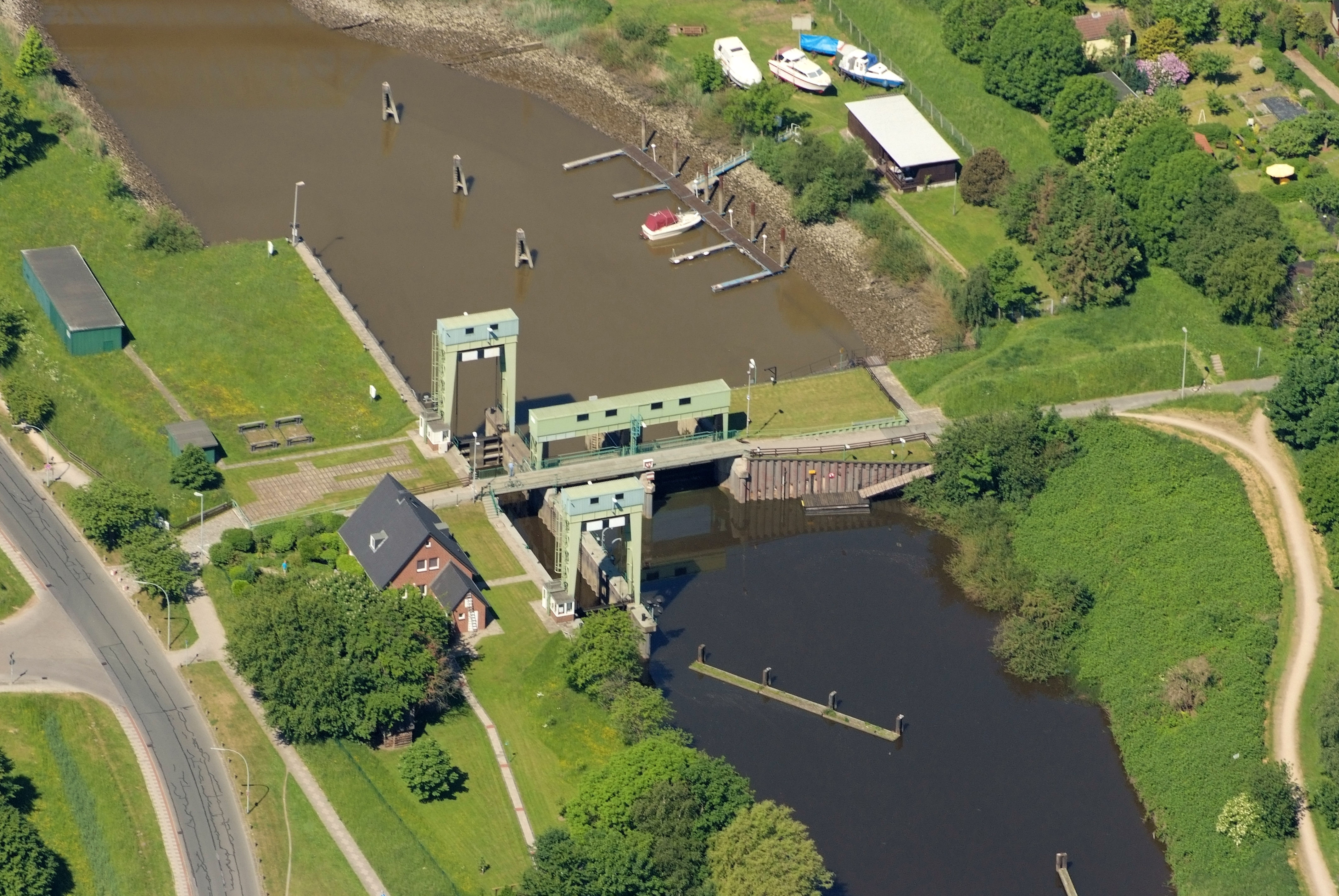
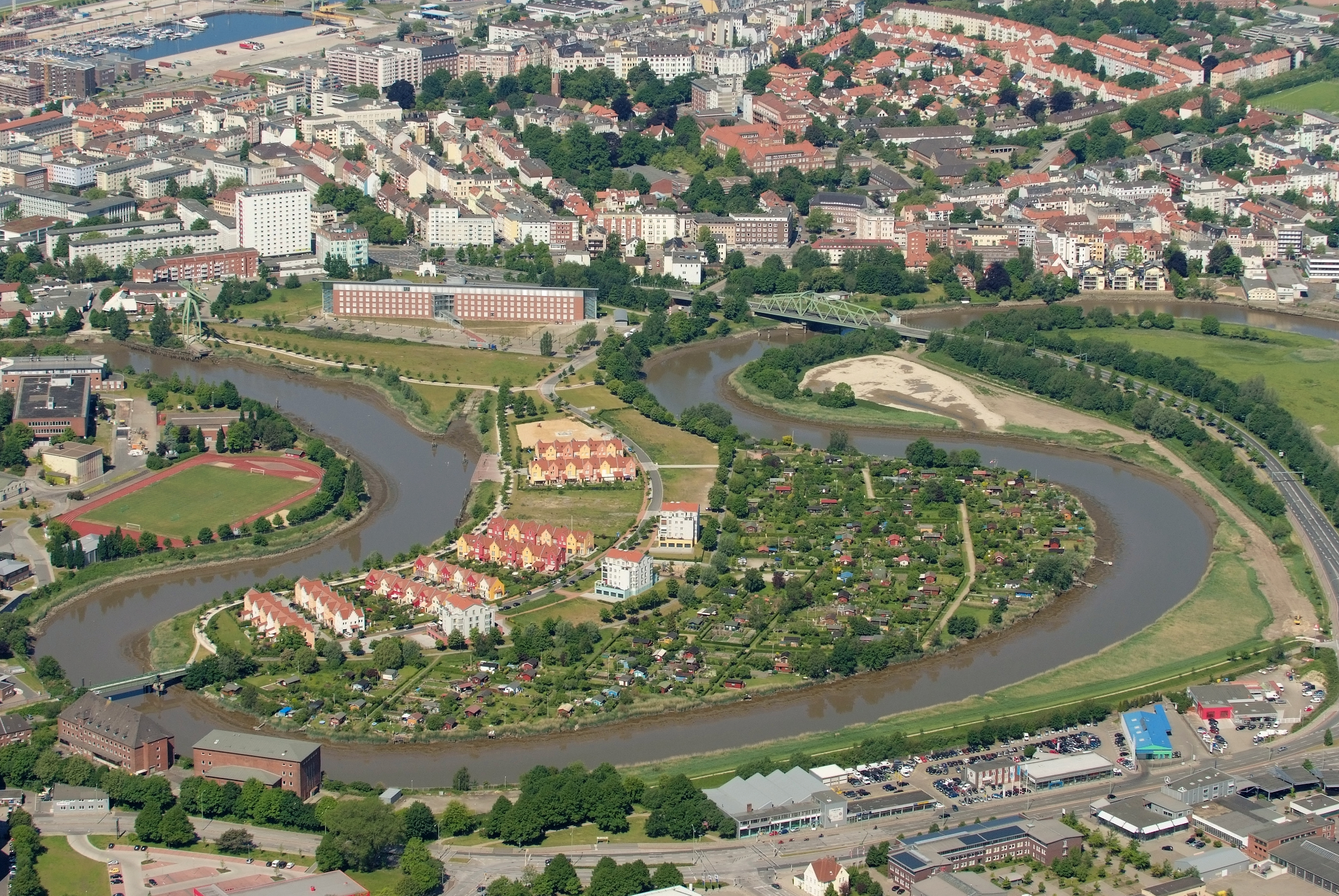